# Nyasalàndia
Nyasalàndia (Nyasaland en anglès) fou un protectorat britànic establert el 6 de juliol de 1907 quan el Protectorat de l'Àfrica Central Britànica va canviar de nom.
El nom "Nyasalàndia" fa referència al llac Niassa, situat al nord-est de la zona. Actualment Nyasalàndia es coneix amb el nom de "Malawi" i el llac Niassa amb el nom de "llac Malawi".
La bandera fou el pavelló blau britànic, del 1907 al 1914 amb l'emblema de l'antiga Àfrica Central; del 1914 a 1964 amb l'escut concedit al territori l'11 de maig de 1914. Del 1953 al 1963 la bandera de la federació era hissada al costat de la territorial. Fins al 28 d'abril de 1919 l'escut estava dins d'un disc blanc però en aquesta data es va dictar una instrucció per suprimir-lo.
El governador va utilitzar la "Union Jack" amb l'emblema de l'Àfrica Central (1907-1914) dins de garlanda, i la mateixa bandera amb l'escut concedit al territori l'11 de maig de 1914 també dins de garlanda.

## Protectorat dependent de l'oficina colonial
El Protectorat dels Districtes de Nyasalàndia fou el nom donat als territoris britànics al modern Malawi des del 1891. Anteriorment els establiments britànics s'havien centrat a la zona del riu Shiré i el territori portava el nom de Protectorat del Riu Shiré. En expandir-se per la regió del llac Nyassa o Nyasa (Niasa) el protectorat fou reanomenat Districtes de Nyasalàndia. El nom fou adoptat formalment el 15 de maig de 1891, i només va persistir fins al 23 de febrer de 1893 quan fou rebatejat Protectorat de l'Àfrica Central. El comissionat Sir Harry Hamilton Johnston (1858-1927) va romandre en el càrrec.
El càrrec de comissionat fou canviat pel de governador i es va establir un consell executiu sota la direcció d'aquest, i un consell legislatiu de tres membres designats. El primer governador nomenat fou Sir Alfred Sharpe (1853-1935) que ja havia exercit el càrrec de comissionat després del 1896, però van exercir el govern interinament Francis Barrow Pearce (1866-1926) i Sir William Henry Manning (1863-1932) per absència del titular.
Es va establir una Alta Cort de Justícia per afers civils i criminals i amb tribunals de segon orde a cada districte. La cort suprema d'apel·lació era a Mombasa. La policia la formaven el 1927 16 oficials europeus i 459 africans sense graduació.
El 1922 es va establir la comunicació per via fèrria entre Beira i Blantyre que després es va continuar cap al nord del llac Niassa.
Religiosament es va erigir en vicariat Apostòlic el 1897 amb el bisbe de Tibaris, Fray José Dupont com a primer vicari. Dupont va succeir al rei Momamba en el tron quan aquest va morir i després d'això els vicaris foren també reis. El 1904 part del vicariat fou unit a la prefectura apostòlica del Chiré.
En esclatar la guerra el 1914 es va produir una invasió del territori per forces alemanyes que foren rebutjades; el gener de 1915, segurament amb suport alemany, va esclatar una revolta nacionalista dirigida per John Chelembwe; amb uns 500 partidaris va actuar durant uns mesos fins que foren reprimits per la policia.
Els anys vint i trenta foren de constant millora de les infraestructures sobretot els ferrocarrils, però també les carreteres i els pots del llac. A partir del 1930 es va aixecar algunes veus per donar més participació en els indígenes però els colons blancs s'hi van oposar; però com que el consell legislatiu era nomenat els britànics van ignorar en part els desitjos dels colons. Això els va fer a aquestos més partidaris de la unió amb les dues Rhodèsies per una federació, però la II Guerra Mundial (1939-1945) va aturar aquestos plans.

## Protectorat dins de la Federació de Rhodèsia i Nyasalàndia

Bandera de la Federació de Rhodèsia i Nyasalàndia

Al final de la guerra el projecte de federació es va reactivar i finalment l'1 d'agost de 1953 l'Oficina Colonial Britànica (British Colonial Office) va crear una federació del protectorat de Nyasalàndia i les dues Rhodèsies formant una colònia anomenada Federació de Rhodèsia i Nyasalàndia. La federació no tenia el suport de la població indígena que la veia com una continuació de la dominació dels blancs i de retardar la independència; d'altra banda el govern blanc de Rhodèsia del Sud no volia fer inversions a les altres dues colònies. El 1955 cinc africans van entrar al consell legislatiu.
Un dels caps africans, el doctor Hastings Banda havia marxat el 1953 a Ghana però ara fou cridat pels seus col·legues; el 1958 va assolir la presidència del Congrés Africà de Nyasalàndia (CAN) i va organitzar una campanya contra la federació; el 1959, a causa d'aquesta campanya, es van produir disturbis que van obligar a declarar l'estat d'emergència i Hastings Banda, fou empresonat; la repressió va deixar 52 africans morts. la introducció de les polítiques de segregació racial (apartheid) a Sud-àfrica va suposar un nou cop molt dur per la federació, ja que els indígenes van pensar que podria passar el mateix i el rebutg fou ja total.
El 1960 Banda fou alliberat i el 1961 convidat a la conferència constitucional que va acordar que Nyasalàndia romandria a la federació però els africans tindrien majoria al consell legislatiu. Es van celebrar eleccions que el CAN va guanyar i Banda va entrar al consell executiu com a ministre el mateix 1961. La modificació de majories als consells legislatius va suposar que els indígenes podien declarar el final de la federació.

### Territori autònom
Així l'1 febrer de 1963 es va establir un govern autònom presidit per Banda i el 9 de maig següent es va concedir l'autonomia. La federació estava pràcticament morta i es va dissoldre formalment el 31 de desembre de 1963. El 6 de juliol de 1964 es va proclamar la independència per esdevenir república al cap de dos anys en la mateixa data. Banda va esdevenir el primer president del país rebatejat com a Malawi.

## Llista de governadors de Nyasalàndia
- Francis Barrow Pearce (interí): 6 de julio - 30 de setembre de 1907
- Sir William Henry Manning (interí): 1 d'octubre 1907 - 1 de maig 1908
- Sir Alfred Sharpe: 1 de maig 1908 - 1 d'abril 1910
- Francis Barrow Pearce (interí): 1 d'abril 1910 - 4 de juliol 1910
- Henry Richard Wallis (interí): 4 de juliol 1910 - 6 de febrer de 1911
- Sir William Henry Manning (interí): 6 de febrer 1911 - 23 de setembre 1913
- George Smith: 23 de setembre 1913 - 12 d'abril 1923
- Richard Sims Donkin Rankine (interí): 12 a'bril 1923 - 27 de març 1924
- Sir Charles Calvert Bowring: 27 de març 1924 - 30 de maig 1929
- Wilfred Bennett Davidson-Houston (interí): 30 de maig 1929 - 7 de novembre 1929
- Shenton Whitelegge Thomas: 7 de novembre 1929 - 22 de novembre 1932
- Sir Hubert Winthrop Young: 22 de novembre 1932 - 9 d'abril 1934
- Kenneth Lambert Hall (interí): 9 d'abril 1934 - 21 de setembre 1934
- Sir Harold Baxter Kittermaster: 21 de setembre 1934 - 20 de març 1939
- Sir Henry C. D. Cleveland Mackenzie-Kennedy: 20 de març 1939 - 8 d'agost 1942
- Sir Edmund Charles Smith Richards: 8 d'agost 1942 - 27 de març 1947
- Geoffrey Francis Taylor Colby: 30 de març 1948 - 10 d'abril 1956
- Sir Robert Perceval Armitage: 10 d'abril 1956 - 10 d'abril 1961
- Sir Glyn Smallwood Jones: 10 d'abril 1961 - 6 de juliol 1964